# Cổ phong ở Việt Nam
Cổ phong (chữ Hán: 古風) là một thuật ngữ chỉ nếp xưa, phong cách cổ, những nét đẹp tinh hoa thời xưa, được người đời sau chú trọng, ưu tiên lưu giữ và phát triển. Khái niệm này ngày nay chỉ những nét văn hóa bản địa, tách biệt với các lối sống, nét văn hóa có sự ảnh hưởng của phương Tây kể từ sau phong trào Âu hóa.
Ngoài ra, từ này còn có nghĩa khác nhằm chỉ thể thơ cũ không hạn định số câu, số chữ và ít gò bó về âm luật gọi là Thơ cổ phong.

## Khái niệm
Chữ cổ (古) mang nghĩa là cổ xưa, xưa cũ, còn chữ phong (風) nghĩa là phong tục, nhưng ngoài ra còn thể hiểu là cơn gió,... Như vậy, cổ phong mang nghĩa là những phong tục, những nét đẹp xưa. Theo từ điển Nguyễn Quốc Hùng, "cổ phong" có nghĩa là "nếp sống tốt đẹp của người xưa".

### Trong các ghi chép cổ

#### Bảo Ninh Sùng Phúc tự bi - 保寧崇福寺碑 (Lý Thừa Ân)
乃考古風有翼，守一存心
Phiên âm Hán Việt: "nãi khảo cổ phong hữu dực, thủ nhất tồn tâm"
Dịch nghĩa: "khảo lại nếp xưa có chỗ đáng tin, thì tạc dạ ghi lòng nào bỏ."

#### Đông A sơn lộ hành - 東阿山路行 (Nguyễn Du)
丘陵處處留前代，
桑柘家家近古風。
Phiên âm Hán Việt:
Khâu lăng xứ xứ lưu tiền đại,
Tang chá gia gia cận cổ phong.
Dịch nghĩa:
Nơi nơi gò đống lưu dấu triều đại trước
Nhà nhà trồng các loại dâu gần với lề lối xưa

#### Lưu tặng Quỳnh Lưu nhiếp doãn - 留贈瓊瑠攝尹 (Vũ Phạm Khải)
斯州醇秀古風存。
Phiên âm Hán Việt: Tư châu thuần tú cổ phong tồn.
Dịch nghĩa: Châu này thuần hậu, phong tục cổ vẫn còn.

### Khái niệm cổ phong ngày nay
Cụm từ cổ phong được phổ biến tại Việt Nam khi các nhóm cổ phong Việt được lập ra nhằm "tìm hiểu về văn hoá cổ Việt Nam và có mong ước tái hiện lại văn vật của nước Việt xưa một cách chuẩn xác nhất." Cổ phong đi kèm với hoạt động nghiên cứu cổ phong và tái hiện cổ phong. Hoạt động nghiên cứu cổ phong bao gồm "nghiên cứu chuyên sâu từ phong tục, tập quán, tín ngưỡng đến hoa văn" cổ. Bên cạnh các hội nhóm mang tính tự phát, một số doanh nghiệp sử dụng kết quả nghiên cứu cổ phong cũng được thành lập, nhằm khai thác, đưa vốn cổ vào thời trang, điện ảnh, hội họa, âm nhạc, game, truyện tranh, ẩm thực... Bên cạnh đó, các dự án phỏng dựng cổ phong càng ngày càng được quan tâm, đặc biệt là các dự án về trang phục cổ Việt Nam.

## Lịch sử

### Đứt gãy văn hóa
Tác giả Phan Nam Sinh viết: "Hơn trăm năm nay, chữ Quốc ngữ dần thay thế chữ Hán, chữ Nôm. Điều đó khiến nhiều người Việt không đọc được các bức hoành phi, câu đối ở đình chùa, miếu mạo, các văn bản hành chính của các triều đại phong kiến hay các áng thơ văn của cha ông để lại. Các nhà nghiên cứu gọi đấy là sự đứt gãy văn hóa."

#### Thời kỳ Bắc thuộc lần thứ tư
Cuộc xâm lược của nhà Minh và thời kỳ Bắc thuộc lần thứ tư được cho là đã dẫn đến sự phá hủy về văn vật, các bộ sách quan trọng.

Lê Quý Đôn (Thời Lê – Trịnh) viết trong Đại Việt thông sử, phần Văn nghệ chí:
Về thời toàn thịnh dưới triều Trần, văn học cực thịnh, luật lệ giấy tờ đầy đủ. Hồi đầu thời (Trần) Nghệ Tông, Chiêm Thành mang quân đánh ta, đốt phá cướp bóc hầu hết. Sau đó các sách vở giấy tờ dần dần thu thập lại được. Đến thời nhuận Hồ mất nước, tướng nhà Minh là Trương Phụ lấy hết sách vở cổ kim của ta gửi theo đường sông về Kim Lăng (nhà Minh). Triều ta (nhà Lê) dẹp loạn, lập lại trị bình, các bậc danh Nho như Nguyễn Trãi, Lý Tử Tấn, Phan Phu Tiên cùng nhau sưu tầm các sách vở, giấy tờ, nhặt nhạnh từng tờ giấy còn sót lại, nhưng sau cuộc binh hoả, mười phần chỉ còn lại được bốn năm phần.

Sau khi bị nhà Minh đô hộ, người Việt bị bắt phải theo những phong tục tập quán của Trung Quốc:
Tháng 9, Hoàng Phúc nhà Minh truyền bảng cho các phủ, châu, huyện dựng Văn Miếu và các đàn thờ thần xã tắc, thần gió, thần mây, thần núi, thần sông và những thần không ai thờ cúng để tế lễ thường xuyên.

Nhà Minh cấm con trai, con gái không được cắt tóc; phụ nữ mặc áo ngắn, váy dài, đồng hoá theo phong tục phương bắc.
Nhằm thủ tiêu nền văn hóa của người Việt, ngay năm 1406, khi phát binh đánh Đại Ngu, Minh Thành Tổ đã ban sắc viết:
Khi binh lính vào nước Nam, trừ các kinh Nho gia, kinh Phật, đạo Lão không thiêu hủy. Ngoài ra, tất cả sách vở, văn tự cho đến các loại văn tự ghi chép ca lý dân gian, hay sách dạy trẻ con học... đều đốt hết. Phàm những văn bia do Trung Quốc dựng từ xưa thì đều phải giữ cẩn thận, còn các bia do An Nam dựng thì phá hủy tất cả, một chữ không để sót.
Năm 1407, Minh Thành Tổ ra chiếu lệnh thứ hai nhằm hủy diệt văn hóa triệt để hơn:
Nhiều lần trẫm đã bảo các ngươi, phàm An Nam có văn tự gì, kể cả các câu hát dân gian,... các bia dù dựng lên một mảnh, hễ nom thấy là phá hủy hết. ... Sách vở do quân lính bắt được phải ra lệnh đốt luôn, chớ được lưu lại.

#### Thời kỳ Tây hóa (1858-1945)
Từ sau cuộc xâm lược của Pháp vào Việt Nam, xã hội Việt Nam đã bắt đầu biết đổi, cổ phong bị mai một dần trong thời kỳ Tây hóa, thực trạng này từng được Vũ Đình Liên khắc họa trong bài "Ông Đồ" mang nặng nỗi niềm hoài cổ, về luỹ tre xưa, về thành quách cũ và "những người muôn năm cũ".
Tiến sĩ Mai Bá Triều và Phạm Thị Tuyết Anh trong bài viết với nhan đề "Sự bức tử chữ Hán – Nôm" cho rằng: "Dân tộc Việt Nam không hề tự từ bỏ chữ viết Hán – Nôm truyền thống của mình" và kết luận "bức tử chữ Hán – Nôm" là do chính quyền thực dân Pháp ... "bằng những thông cáo và sau cùng là "Quy chế chung của Bộ giáo dục Pháp quốc – Bản xứ" chữ viết Hán – Nôm đã bị xoá bỏ hoàn toàn, để thay vào đó là chữ viết Việt – La tinh (hay còn gọi là quốc ngữ)" (tr. 13).

Pháp tuyên bố "bảo hộ An Nam" để giúp nước này "khai hóa văn minh". Nhưng thực tế, những gì được Pháp gọi là "văn minh" mang lại hầu như chỉ là cái vỏ bọc hào nhoáng. Trong thời buổi du nhập văn hóa sau sự xâm lược của thực dân Pháp, thực trạng về phong trào Âu hóa, tân thời đã được đề cập đến như một vấn nạn trong các tác phẩm của nhà văn Vũ Trọng Phụng, đơn cử tác phẩm "Số đỏ", trong đó theo phân tích của Từ điển văn học:
Số đỏ lên án gay gắt cái xã hội tư sản thành thị Việt Nam đang chạy theo lối sống văn minh rởm hết sức lố lăng đồi bại đương thời. Tác giả đã đả kích cay độc các phong trào "Âu hóa", "thể thao", "giải phóng nữ quyền" đang phát triển rầm rộ khi ấy, nhân danh "văn minh", "tiến bộ", "cải cách xã hội" mà thực chất chỉ là ăn chơi trụy lạc, làm tiền, chà đạp trắng trợn lên mọi nền nếp đạo đức truyền thống...
Phong trào nữ quyền, Âu hóa mà tác phẩm "Số đỏ" từng lên án gay gắt thực tế không hề "giải phóng" phụ nữ, càng không mang lại "bình đẳng" như được ca ngợi. Bởi lẽ nó không đi vào giải quyết vấn đề cốt lõi mà chỉ thay đổi những cái bề mặt như phong cách ăn mặc, lối ăn chơi. "Bản án chế độ thực dân Pháp" của Nguyễn Ái Quốc có đoạn sau:
Đọc những trang trên đây cũng đã thấy người phụ nữ An Nam được các nhà khai hoá của chúng ta "bảo hộ" như thế nào. Không một chỗ nào người phụ nữ thoát khỏi những hành động bạo ngược. Ngoài phố, trong nhà, giữa chợ hay ở thôn quê, đâu đâu họ cũng vấp phải những hành động tàn nhẫn của bọn quan cai trị, sĩ quan, cảnh binh, nhân viên nhà đoan, nhà ga. Một người Âu mắng một phụ nữ An Nam là con đĩ, con bú dù là một việc thông thường. Ngay giữa chợ Bến Thành ở Sài Gòn – mà người ta bảo là một thành phố Pháp-, bọn gác chợ người Âu cũng không ngần ngại dùng roi gân bò, dùi cui đánh phụ nữ bản xứ để bắt họ tránh khỏi làm nghẽn lối!
Phong trào Âu hóa không đi được đến cái lõi của vấn đề, nó không hủy bỏ hủ tục cần loại bỏ nhưng lại hủy bỏ các nét văn hóa, nét cổ phong vốn cần được giữ gìn. Tiến sĩ N.I.Nikulin, trong bài nghiên cứu được dịch và đăng trên báo Công An Nhân dân, đó là: "thứ chủ nghĩa "gia trưởng" mà bọn thực dân và tay sai người Việt đã du nhập vào Việt Nam, thứ chủ nghĩa đã gạt bỏ những nề nếp của dân tộc, học đòi một cách hình thức nền văn hóa phương Tây..."

### Giai đoạn khôi phục 2009-2013
Do nhiều năm chịu ảnh hưởng dưới kết quả của phong trào Âu hóa cũng như sự đứt gãy văn hóa, nhận thức của công chúng về cổ phong bị sai lệch, có thể kể đến như những hiểu lầm sau:
- Chữ Hán là chữ của Trung Quốc, người Việt không sử dụng loại chữ này. Chữ Nôm nhìn giống chữ Hán và vì vậy không thuần Việt bằng chữ Quốc ngữ (loại chữ được du nhập từ phương Tây). Nhà sản xuất phim, đạo diễn Mai Thu Huyền cũng mắc phải sai lầm này khi phản hồi tranh cãi về phim 'Kiều'.[24]
- Người Việt mặc áo dài cổ đứng từ thời cổ xưa. Sự thật là người Việt trước thời Nguyễn sử dụng các loại trang phục Việt Nam khác như: áo giao lĩnh, áo viên lĩnh,...[26]
- Quy thức kiến trúc cổ Việt Nam không có đấu củng (chồng dấu tiếp rui - con sơn chồng dấu). Tuy nhiên, điều này không đúng vì chùa Keo vẫn còn đấu củng.[27] Các bằng chứng khảo cổ tại khu vực Hoàng thành Thăng Long đã chứng minh sự xuất hiện của đấu củng trong kiến trúc thời Lý – Trần.[28]
- Người Việt cổ không đào móng hoặc kiến trúc cổ Việt Nam chỉ nhỏ bé "vừa xinh", "có quy mô vừa phải".[29] Tuy nhiên, những điều này đã được chứng minh là sai sau những cuộc khai quật tại Hoàng thành Thăng Long.[25]

Tiền đề cho làn sóng phục hồi lại cổ phong là các nghiên cứu về của nhà nghiên cứu Đoàn Thị Tình và chương trình Đi tìm trang phục Việt được chiếu trên VTV vào năm 2009. Năm 2010, từ sau đại lễ 1000 năm Thăng Long, lĩnh vực này bắt đầu được công chúng quan tâm. Năm 2013 cuốn sách "Ngàn năm áo mũ" của Trần Quang Đức được xuất bản và đã làn sóng mong muốn tìm hiểu về văn hóa cổ của giới trẻ. Được "tái bản chỉ vài tuần sau khi xuất bản lần đầu", cuốn sách được coi là là "một hiện tượng văn hóa thú vị".

### Giai đoạn khôi phục 2014-nay
Năm 2014 là năm đánh dấu sự ra đời của các nhóm và dự án cổ phong Việt. Phong trào phục hưng lại văn hóa cổ Việt Nam mà mở đầu là phong trào khôi phục, mặc cổ phục Việt của các bạn trẻ có thể được so sánh với phong trào phục hưng Hán phục của giới trẻ Trung Quốc. Tuy nhiên, giữa hai phong trào có sự khác biệt từ trong cốt lõi. Nếu phong trào Hán phục của giới trẻ người Hán tại Trung Quốc xuất phát từ mong muốn mang các giá trị văn hóa của người Hán trước thời đại cuối cùng là nhà Thanh - cai trị bởi dân tộc Mãn - khi các giá trị của người Hán đã bị "Mãn hóa". Điều này đôi khi gây ra các tranh cãi là chủ nghĩa dân tộc cực đoan và ảnh hưởng đến tình đoàn kết dân tộc ở Trung Quốc. Trong khi đó, ở Việt Nam, các triều đại Việt Nam lần lượt là nhà Lý, nhà Trần (người Mân, Phúc Kiến), nhà Lê (giả thuyết Lê Thái Tổ là người Mường) và nhà Nguyễn đều thuộc vào khối 54 dân tộc Việt Nam nên cốt lõi của phong trào là nhằm khôi phục lại các giá trị dân tộc cổ xưa chứ không phải là bài trừ bất kỳ nét văn hóa của dân tộc nào trong khối đại đoàn kết dân tộc. Mục đích khôi phục văn hóa các dân tộc khác nhau được nhóm cổ phong Vietnam Centre viết: 
[...] dự án phỏng dựng Việt phục thời nhà Lê, là của miền văn hoá phía Bắc. Hai năm sau, chúng tôi làm triển lãm "Present From The Past", tập trung vào miền văn hoá cung đình Huế của xứ Trung kỳ. Chúng tôi đã bắt đầu bước đầu tiên cho miền văn hoá phía Nam, nhưng sau đó nữa sẽ còn những miền văn hoá thiểu số hoặc đã bị nhạt phai. Là những dân tộc miền núi phía Bắc, là Chămpa, Tây Nguyên, là cộng đồng văn hoá Hoa kiều,... Hai năm, bốn năm, sáu năm,... hai mươi năm; bao lâu cũng không đủ để đi hết chiều dài, chiều rộng và bề sâu của văn hoá đất nước.
Viết về hoạt động nghiên cứu và khôi phục cổ phong của giới trẻ, báo Phụ nữ cho rằng: "Trong bối cảnh các nền văn hóa Âu - Mỹ, Trung - Á thâm nhập vào Việt Nam, tạo nên một cục diện đa sắc, hỗn loạn; người trẻ có nhu cầu tìm về văn hóa gốc, nhìn về bản sắc, cội nguồn của mình. Nếu trước đây, một số dự án cổ phong mang tính tự phát thì giờ đây, ngày càng tự giác, dựa trên ý chí nội tại của những người thực hiện, tham gia. Một số nhóm có hẳn chiến lược lâu dài, mở công ty, có pháp nhân hẳn hoi, để hoạt động được chuyên nghiệp hơn."

## Các lĩnh vực ảnh hưởng

### Trang phục
Cổ phục được tái hiện lại dựa trên các hiện vật cổ thuộc vào lĩnh vực cổ phong. Cổ phục khác với các trang phục chịu ảnh hưởng của văn hóa phương Tây như áo dài tân thời hay trang phục cách tân từ cổ phục. Trong các loại trang phục Việt Nam, cổ phục Việt Nam càng ngày càng được giới trẻ quan tâm nhiều hơn.
Tại Việt Nam, từ sau cuốn sách Ngàn năm áo mũ, nhiều đơn vị đã bắt đầu khôi phục lại trang phục cổ của các triều đại Nguyễn và Lê Trung Hưng của Việt Nam.

### Kiến trúc
Khảo cổ học đóng vai trò quan trọng trong việc khôi phục lại kiến trúc cổ phong. Tại Việt Nam, các cuộc khảo cổ tại Hoàng thành Thăng Long đã mở ra nhiều hướng đi trong việc tái hiện kiến trúc cổ của người Việt.
Nhiều dự án cổ phong trong lĩnh vực kiến trúc hứa hẹn như: dự án phỏng dựng điện Kính Thiên được tiếp tục triền khai. Năm 2020, các nhà nghiên cứu trẻ đã bắt đầu bắt tay tái hiện kiến trúc cổ thời Lý của chùa Diên Hựu. Nhóm các nhà nghiên cứu, kiến trúc sư và họa sĩ - SEN Heritage đã tổ chức tọa đàm đưa ra một phương án tái lập kiến trúc nguyên bản của chùa Diên Hựu, trong đó trung tâm là kiến trúc hoa sen một cột sáu cạnh đời Lý (độc trụ lục giác liên hoa lâu - theo "Việt sử lược") của Liên Hoa Đài bằng hình ảnh 3D và công nghệ thực tế ảo. Buổi tọa đàm có sự góp mặt của giới chuyên môn như nhà sử học Dương Trung Quốc, nhà nghiên cứu Nguyễn Hùng Vĩ, Tiến sĩ Trần Trọng Dương,... và giới báo chí.

### Lễ nghi
Nghiên cứu phục dựng lễ hội đèn Quảng Chiếu, nghiên cứu các nghi lễ trong cung đình xưa và các hoạt động văn hóa phi vật thể.

### Chữ viết
Mấy năm gần đây "thư pháp" đã phục hồi, các câu lạc bộ thư pháp mọc lên ở rất nhiều địa phương. Điều đó chứng tỏ rằng chữ Nho với những chữ Việt "phượng múa, rồng bay" đã đi vào tâm khảm của người Việt Nam.